# Bugatti Divo

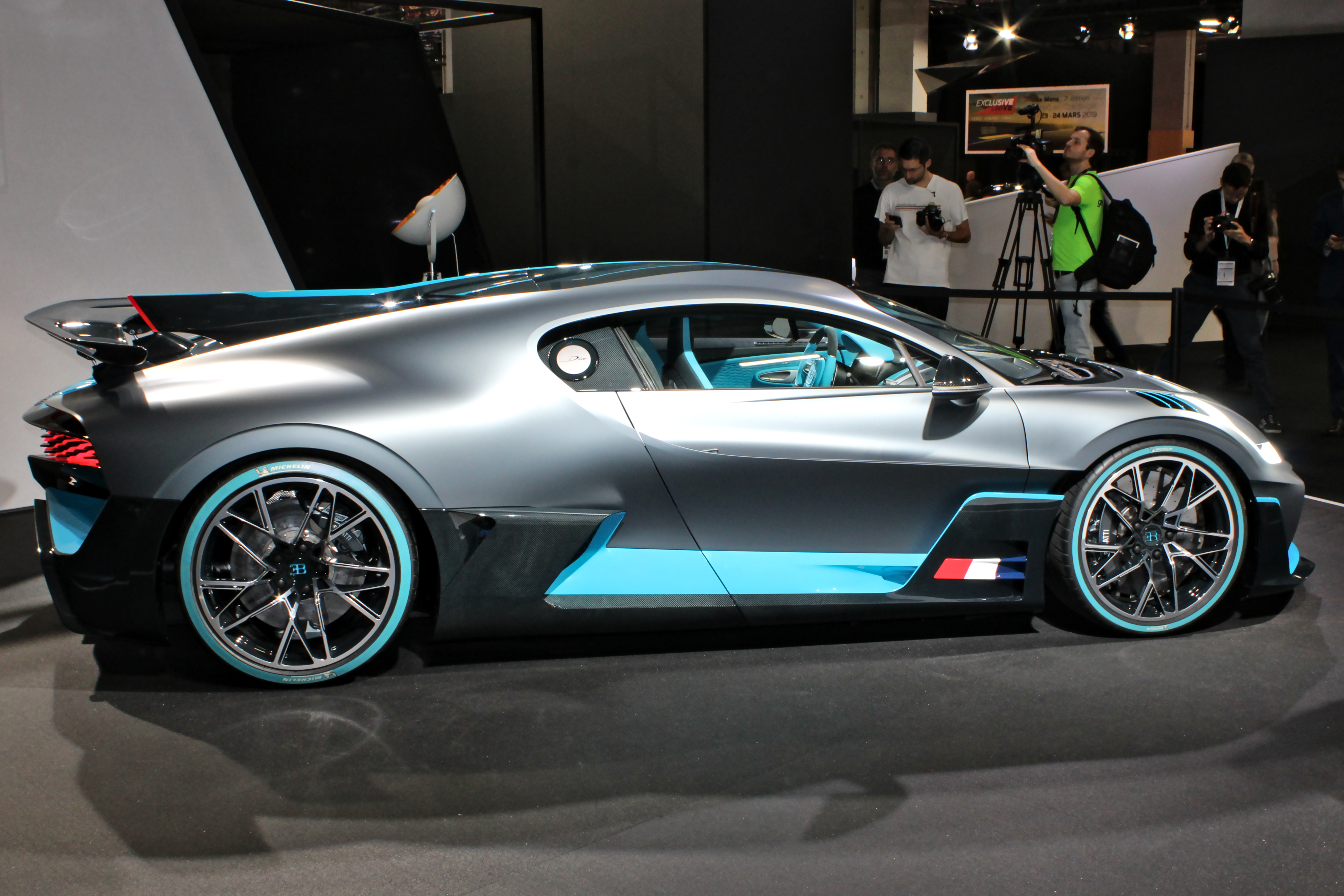
Seitenansicht

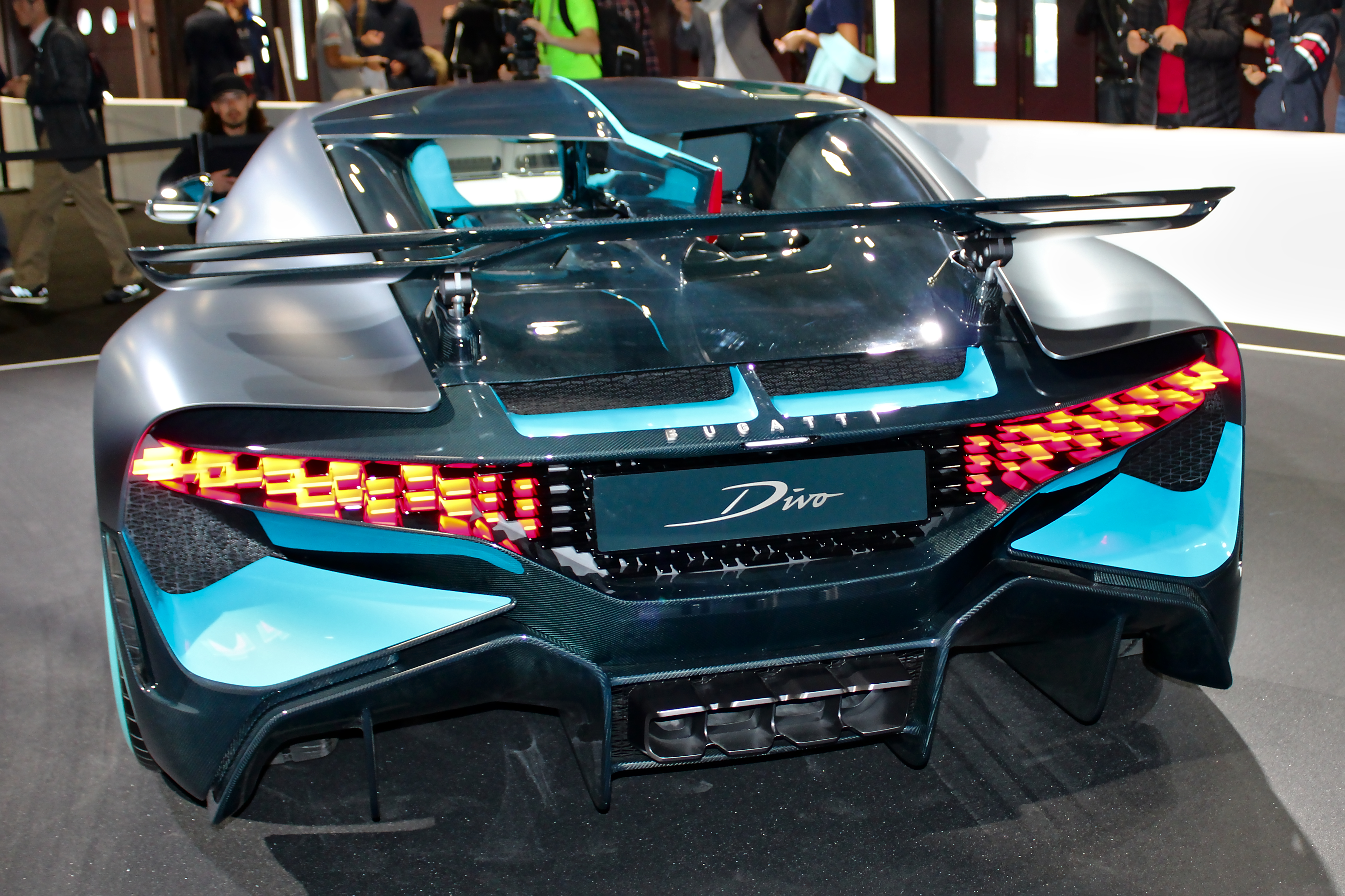
Heckansicht

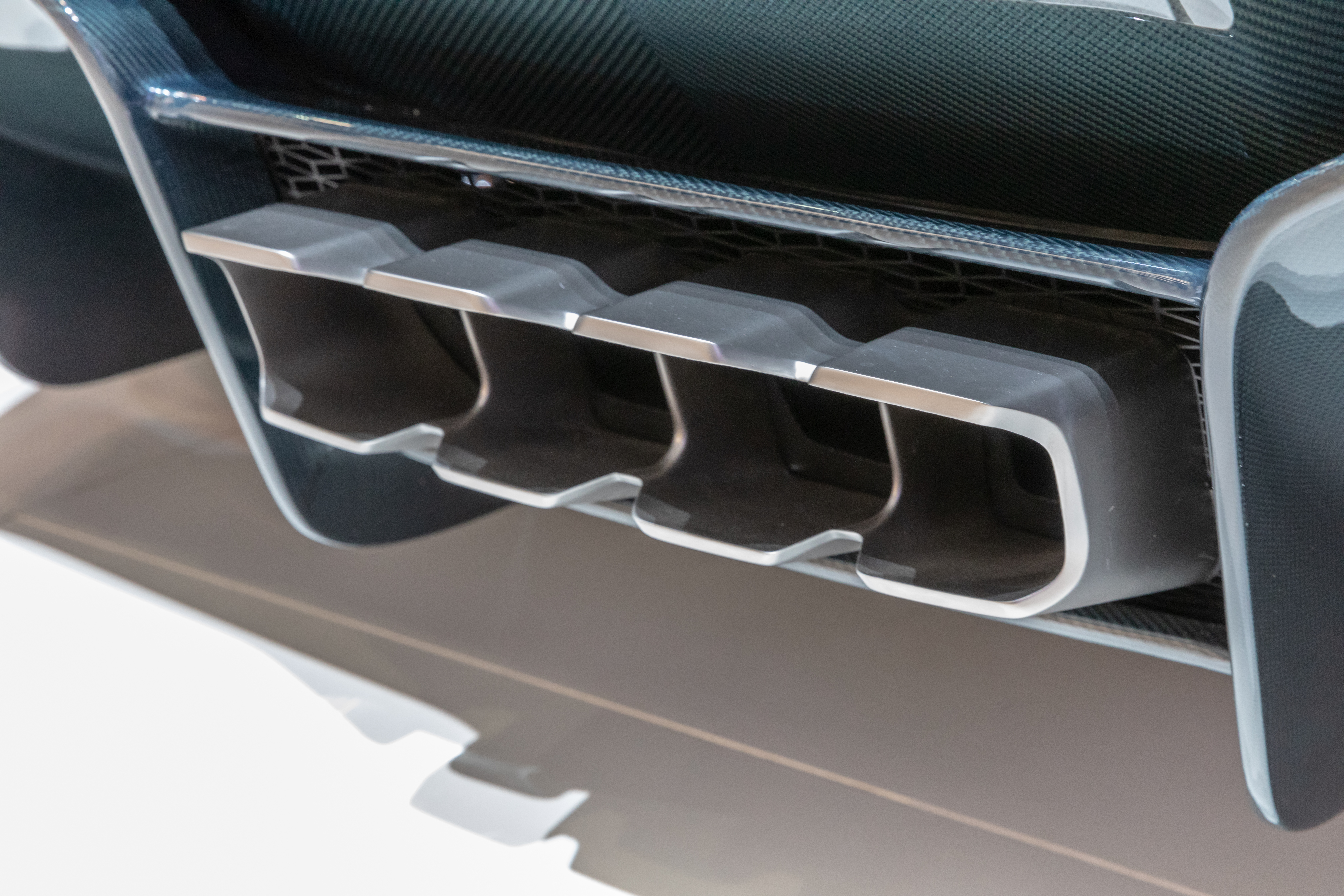
Auspuff

Der Bugatti Divo ist ein straßenzugelassener Supersportwagen des französischen Automobilherstellers Bugatti Automobiles.
Das Fahrzeug basiert auf dem Bugatti Chiron, ist auf 40 Exemplare limitiert und nach dem französischen Rennfahrer Albert Divo benannt. Der Kaufpreis betrug netto 5 Millionen Euro.

## Modellgeschichte
Die Präsentation des Fahrzeugs fand im August 2018 bei „The Quail: A Motorsports Gathering“ im Rahmen der Monterey Car Week statt. Einer Gruppe von Kunden, die schon ein Fahrzeug von Bugatti besitzen, wurde es bereits vor diesem Termin gezeigt.
Auf der Mondial Paris Motor Show wurde das Fahrzeug erstmals auf einer größeren Fahrzeugmesse ausgestellt. Zwischen August 2020 und Juli 2021 wurden die Fahrzeuge an die Kunden übergeben.

## Fahrzeugcharakteristik

### Karosserie
Der Divo erzeugt mehr Abtrieb als der Chiron, um damit unter anderem das Kurvenverhalten zu verbessern oder die mögliche Querbeschleunigung (bis zu 1,6 g, entspricht 15,7 m/s²) zu erhöhen. Dazu hat Bugatti den Luftfluss um die Karosserie verändert. Außerdem erzeugt der Frontspoiler mehr Abtrieb und leitet mehr Luft ans Kühlsystem. Der Heckflügel ist 1,83 m breit und fällt damit 23 Prozent größer aus als der des Chiron. Er ist verstellbar und dient auch als Luftbremse. Zusätzlich wurde die Stirnfläche reduziert. Im Innenraum gab es nur kleine Veränderungen. Unter anderem durch leichtere Räder und neue Ladeluftkühler-Abdeckungen ist der Divo 35 kg leichter als der Chiron. Homologiert ist er jedoch mit dem gleichen Leergewicht von 1995 kg.

### Fahrwerk
Die Räder des Divo sind einzeln an doppelten Querlenkern aufgehängt. Mit einer direkteren Lenkung und mehr negativem Radsturz (die Räder einer Achse stehen oben näher zusammen als unten) ist der Divo in Kurven schneller als der Chiron. Wegen des stärkeren Radsturzes begrenzt Bugatti die Höchstgeschwindigkeit auf 380 km/h.

### Antrieb
Der W16-Ottomotor mit 8 Liter Hubraum mit einer maximalen Leistung von 1103 kW (1500 PS) sowie das Antriebskonzept mit Mittelmotor und Allradantrieb wurden nicht verändert. Von 0 auf 100 km/h soll der Divo in 2,4 s beschleunigen können.

## Technische Daten
|                            | Bugatti Divo                             |
| -------------------------- | ---------------------------------------- |
| Bauzeitraum                | 08/2018–07/2021                          |
| Motorart                   | Ottomotor                                |
| Motorbauart                | unechter W-Motor (1) mit 16 Zylindern    |
| Hubraum                    | 7993 cm³                                 |
| Motoraufladung             | Registeraufladung mit 4 Abgasturboladern |
| max. Leistung bei min−1    | 1103 kW (1500 PS) bei 6700               |
| max. Drehmoment bei min−1  | 1600 Nm bei 2000–6000                    |
| Antrieb                    | Allradantrieb                            |
| Getriebe                   | 7-Gang-Doppelkupplungsgetriebe           |
| Leergewicht                | 1960 kg (2)                              |
| Höchstgeschwindigkeit vmax | 380 km/h (3)                             |
| Beschleunigung, 0–100 km/h | 2,4 s                                    |
| Kraftstoffverbrauch        |                                          |
| kombiniert                 | 22,5 l/100 km Super Plus                 |
| innerorts                  | 35,2 l/100 km Super Plus                 |
| außerorts                  | 15,2 l/100 km Super Plus                 |
| CO2-Emission, kombiniert   | 516 g/km                                 |
| Abgasnorm                  | Euro 6                                   |
| Tankkapazität              | 100 l                                    |
| Grundpreis, netto          | 5.000.000 €                              |

Quelle: